# Maciej Marian Kurski
Maciej Kurski herbu Prawdzic (ur. ?, zm. 27 marca 1681) – polski duchowny katolicki, bernardyn, biskup bakowski, archidiakon pszczewski.
Wstąpił do zakonu bernardynów w Poznaniu, gdzie został definitorem prowincji Matki Boskiej Anielskiej. W 1650 został wybrany przez króla Jana Kazimierza Wazę biskupem bakowskim. Nominację papieską otrzymał 7 maja 1651. W 1677 roku konsekrował nowy drewniany kościół w Parkowie.
Prowadził pobożne życie, krzewiąc zwłaszcza nabożeństwo do Niepokalanego Poczęcia NMP. Z powodu wojen kozackich na terenie diecezji 21 lutego 1661 został zwolniony z biskupstwa bakowskiego i mianowany biskupem tytularnym Aenos i sufraganem poznańskim. Autor publikacji teologicznych.